# Jamaat Ansar al-Sunna
Jamaat Ansar al-Sunna o Grupo de Protectores de la Sunna (en árabe: جماعة أنصار السنه‎), formalmente Jaish Ansar al-Sunna, o "Ejército de los Protectores de la Sunna", es un grupo militar islámico iraquí acusado de numerosos actos terroristas. El grupo tiene su base en el norte y centro de Irak e incluye grupos kurdos y religiosos árabes suníes así como combatientes extranjeros.
- Datos: Q568912